# Musée national de Jogja
Le musée national de Jogja (JNM) est un musée d'art contemporain situé à Yogyakarta, en Indonésie. Le JNM a été établi sous la direction de Yayasan Yogyakarta Seni Nusantara (YYSN). Le complexe immobilier du JNM était à l'origine une ancienne école première  d'art visuel d'Indonésie (ASRI-1950) et une faculté d'art visuel et de design (FSRD-1984) qui est devenue plus tard l'Institut indonésien des arts, Yogyakarta.